# دریاچه مالت
دریاچه مالت (به لهستانی: Jezioro Maltańskie) یک دریاچه دست ساز انسانی در غرب پوزنان لهستان است . این دریاچه در سال ۱۹۵۲ در نتیجه سدسازی رودخانه سایبینا شکل گرفت . آب دریاچه به طور متوسط ۳/۱ متر عمق دارد و در زمستان‌ها حداکثر به حدود ۵ متر می‌رسد . این دریاچه یکی از محل‌های مسابقات قایقرانی در لهستان بوده است . وجه تسمیه این دریاچه به خاطر زمینی است که دریاچه در آن ساخته شده است که مرتبط به شوالیه‌های صلیبی سنت جان در جزیره مالت است . 

## نگارخانه

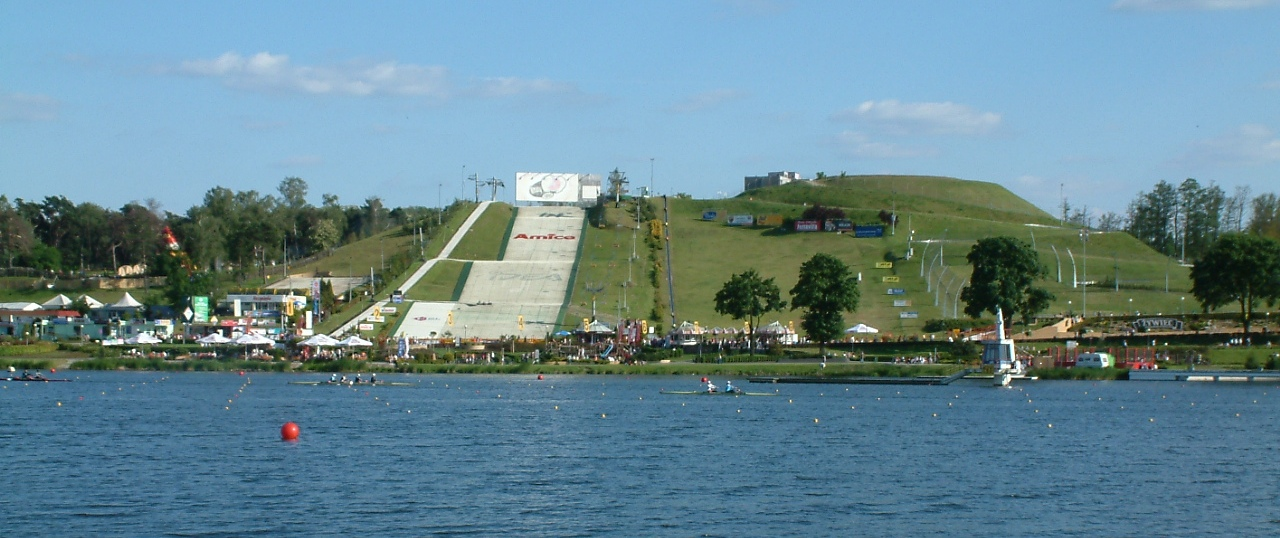
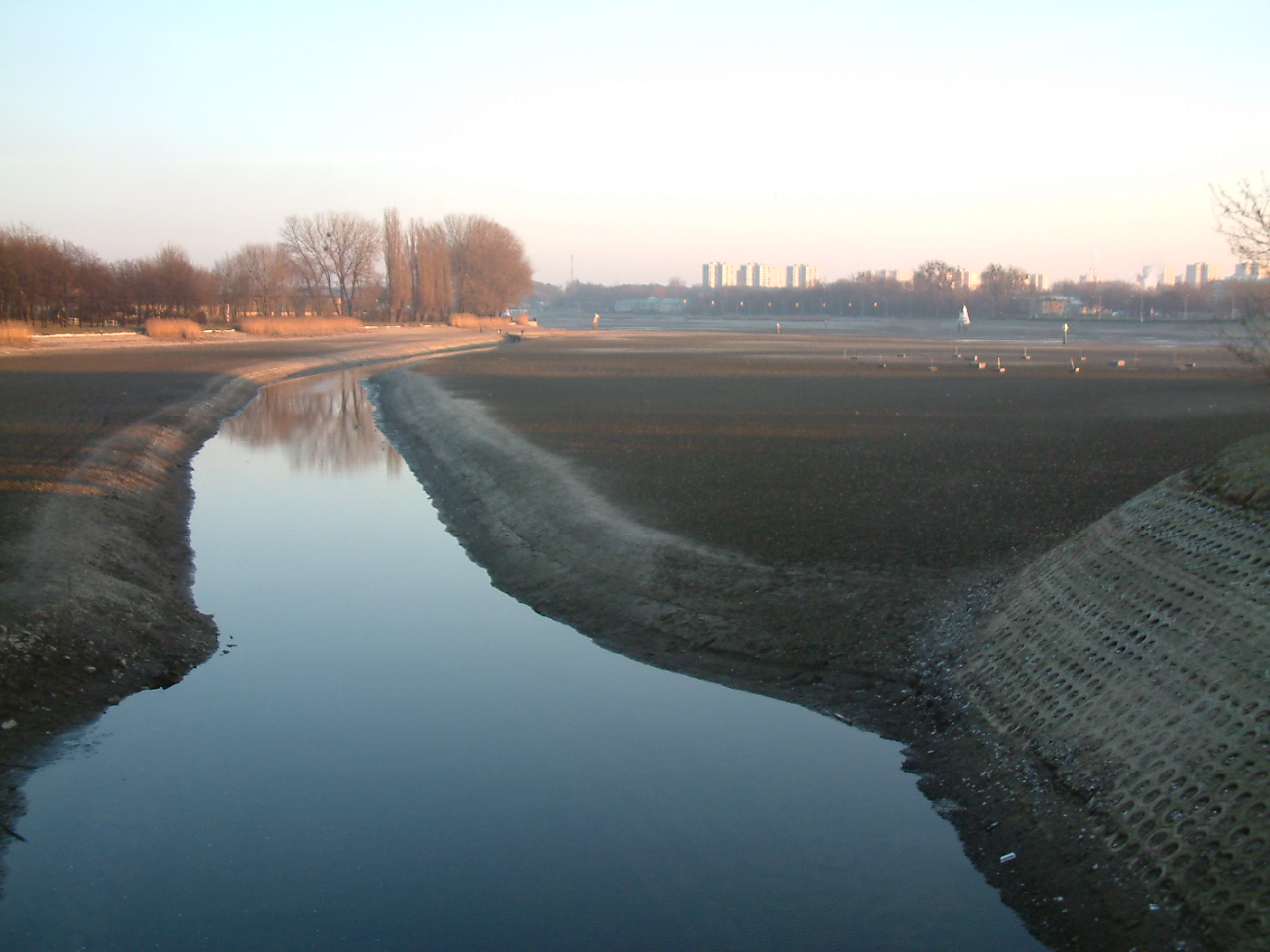

## جاذبه‌های توریستی اطراف دریاچه
- پیست اسکی دست‌ساز
- شهربازی آدرنالین
- زمین‌های بازی ساحلی
- پارک پیرلند
- بنای یادبود شهدای لهستان
- مرکز بازی پینت‌بال
- تراموا تفریحی
- زولند
- باغ وحش
- پلاژ برهنگی مالتا
- پارک آبی مالتا
- پارک هزاره
- فواره دریاچه
- پارک ۴ ژوئن ۱۹۸۹
- مرکز خرید مالتا